# Armée de Portugal
Cet article concerne l'armée française de la guerre d'Espagne. Pour l'armée portugaise, voir Forces armées portugaises.
L'armée de Portugal  est une des armées françaises napoléoniennes qui combat dans la péninsule Ibérique pendant la guerre d'Espagne (1808-1814).

## Création et dénominations
Le 23 décembre 1807, le 1er corps d'observation de la Gironde prend le nom d'armée de Portugal. Le 18 octobre 1808, elle reprend le nom de 8e corps d'armée.
En 1809, le 6e corps prend le nom d'armée de Portugal. Le 17 avril 1810, l'ensemble des forces pénétrant au Portugal sont regroupées dans une armée de Portugal, qui conserve ce nom après son retour en Espagne et jusqu'à la réorganisation des armées en Espagne en juillet 1813.

## Commandants en chef

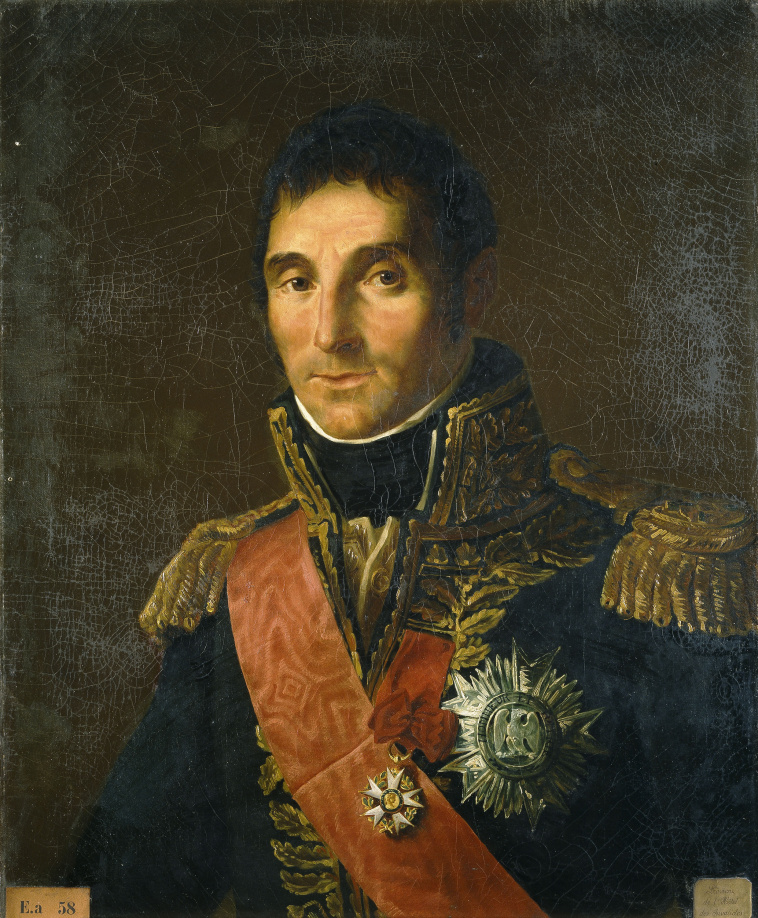
Le maréchal Masséna, commandant en chef de l'armée de Portugal en 1810 et 1811.

Le premier commandant en chef de l'armée de Portugal est le général Junot, qui espère y trouver son bâton de maréchal. Il a comme chef d'état-major Paul Thiébault qui est un important mémorialiste. Il conserve ce commandement jusqu'à son retour en France après la capitulation de Cintra.
En 1809, le maréchal Ney commande le 6e corps puis laisse le commandement provisoire au général Marchand. Le roi Joseph Bonaparte confie finalement le commandement de l'armée de Portugal au général François-Étienne Kellermann.
En 1810, Napoléon Ier confie le commandement de la nouvelle armée de Portugal au maréchal Masséna. Celui-ci est remplacé après la bataille de Fuentes de Oñoro par le maréchal Marmont et lui remet le commandement de l'armée le 11 mai 1811. Après sa défaite et sa blessure aux Arapiles en juillet 1812, Marmont cède le commandement au général Clauzel auquel succèdent le général Souham puis le général Reille qui conserve le commandement jusqu'en juillet 1813.

## Composition

### 1807-1808
Pour la première invasion du Portugal, Junot ne dispose que de troupes inexpérimentées, issues des levées de 1806 et 1807. La jeunesse et l'inexpérience des troupes va entrainer une fonte importante des effectifs pendant la marche sur Madrid.

### 1809
Pendant la deuxième invasion du Portugal, l'armée est constituée du seul 2e corps commandé par Soult.

### 1810
En septembre 1810, lors de la troisième invasion du Portugal, l'armée est constituée du 2e corps du général Reynier, du 6e corps du maréchal Ney, du 8e corps du général Junot et d'une réserve de cavalerie sous les ordres du général de Montbrun, soit 59 000 hommes.

### 1812
Au moment de livrer la bataille des Arapiles, l'armée de Portugal est composée de huit divisions d'infanterie, d'une division de cavalerie légère et d'une division de dragons totalisant 43 266 fantassins, 3 575 cavaliers, 2 811 artilleurs, membres du génie et du train et 78 canons.

## Campagnes et engagements
Les différents corps portant le nom d'armée de Portugal sont constitués avec pour objectif la conquête du Portugal. Leurs zones d'opérations se situent donc principalement au Portugal et dans l'Ouest et le Nord-Ouest de l'Espagne.
Le 1er corps d'observation de la Gironde franchit la Bidassoa le 8 octobre 1807 et marche vers le Portugal. Après avoir atteint la frontière hispano-portugaise, l'armée de Portugal traverse le Haut-Beira dans des conditions dantesques. Après avoir pris Abrantès, l'armée continue sa marche forcée vers Lisbonne. Junot entre dans la ville dès la fin novembre 1807 et le reste de l'armée le rejoint progressivement au début du mois de décembre.
Une fois Lisbonne prise, l'armée de Portugal s'attache à pacifier la région, en état de révolte larvée et à empêcher le débarquement des Anglais. Cependant, au début du mois d'août, 10 000 soldats anglais aux ordres du jeune général Wellesley débarquent à Figueira da Foz. Battue à Vimeiro, l'armée de Portugal évacue Lisbonne sur les navires britanniques après la convention de Cintra.

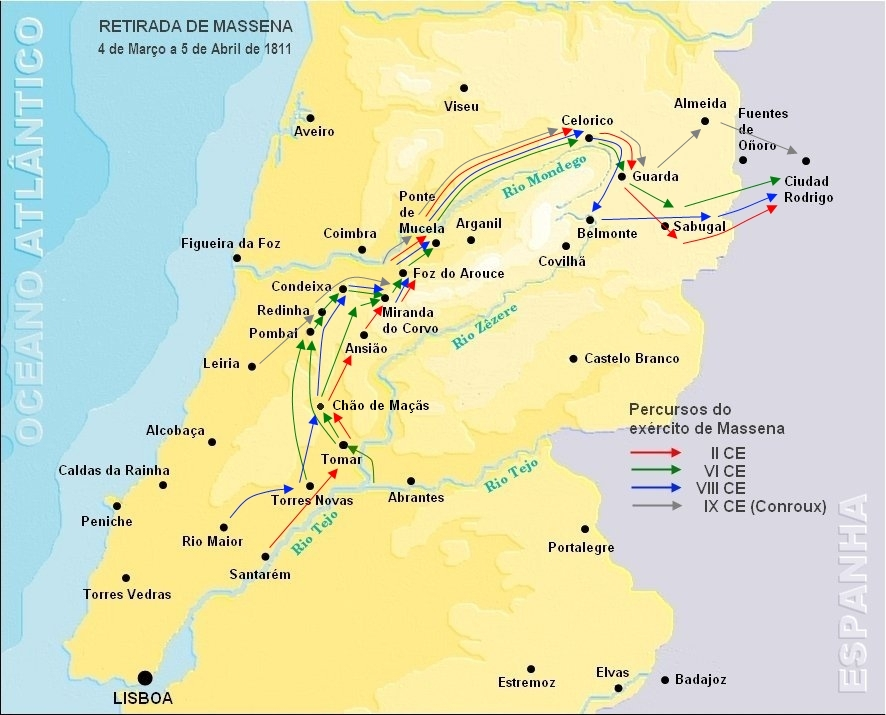
Carte de la retraite de l'armée de Portugal au printemps 1811.

Au mois de juin 1810, la nouvelle armée de Portugal met le siège devant Ciudad Rodrigo, qui capitule après 41 jours de résistance, puis s'empare d'Almeida. Après avoir rallié le corps de Reynier venant d'Estrémadure, Masséna lance le 15 septembre son offensive. Après avoir échoué à enfoncer Wellington à la bataille de Buçaco, il parvient à manœuvrer pour forcer le commandant britannique à retraiter jusqu'aux lignes de Torres Vedras. Sans parc d'artillerie, l'armée de Portugal ne peut forcer la position britannique et se contente d'en faire le blocus, tout en recevant le renfort du corps du général Drouet d'Erlon à la mi-novembre. Le 5 mars 1811, Masséna ordonne le repli et le 6e corps de Ney assure l'arrière-garde. Celui-ci est plusieurs fois accroché par l'armée anglaise.
En rentrant en Espagne, l'armée de Portugal laisse une petite garnison à Almeida. Le 31 mai, l'armée de Portugal sort de Ciudad Rodrigo pour tenter de débloquer Almeida mais est battue par l'armée britannique à la bataille de Fuentes de Oñoro.
À la fin du mois de mai 1811, le nouveau commandant de l'armée de Portugal, le maréchal Marmont, répond à l'appel du maréchal Soult et marche vers le Sud pour débloquer Badajoz assiégée. Il y fait sa jonction avec l'armée d'Andalousie mais les deux maréchaux renoncent à attaquer Wellington et l'armée de Portugal se déploie en Estrémadure de part et d'autre du Tage. En septembre 1811, l'armée de Portugal et l'armée du Nord parviennent à forcer Wellington à lever le siège de Ciudad Rodrigo.
En 1812, après plusieurs jours de manœuvres au nord de Salamanque, l'armée de Portugal est battue par l'armée anglaise lors de la bataille des Arapiles. Elle se replie vers le nord et panse ses plaies pendant que Wellington prend Madrid. À la fin du mois d'août, Clauzel lance une offensive vers le Sud, mais, contré par Wellington, il doit se replier et évacuer Burgos. Fin octobre, l'armée de Portugal et l'armée du Nord avancent au secours de Burgos et Wellington se replie jusqu'à Ciudad Rodrigo pour éviter d'être pris en tenaille par les forces de Soult et du roi Joseph.
Pendant la campagne de 1813, l'armée de Portugal recule devant les Anglais  puis participe à la bataille de Vitoria où les armées françaises sont sévèrement battues par les Anglo-portugais.